# Marija Perpar
Marija Perpar (vzdevek Fifa), slovenska kemičarka, * 1. januar 1904, Tolmin, † 5. marec 1990, Ljubljana.
Bila je prva slovenska raziskovalka na področju organske kemije.
Njen brat je bil atlet in zdravnik Stanko Perpar.

## Izobraževanje
Klasično gimnazijo je obiskovala v Ljubljani in leta 1923 maturirala. Kemijo je študirala na oddelku za kemijo Filozofske fakultete. Diplomirala je leta 1927. Zatem se je vpisala še na oddelek za kemijo na Tehniški fakulteti, kjer je diplomirala leta 1930.
Doktorat znanosti je opravila na Filozofski fakulteti v Ljubljani v letu 1929. Naslov njene doktorske disertacije je bil Poizkusi kombinacij triarilmetan - in diarilaminradikalov. V tistem času je bila ena izmed redkih žensk, ki so doktorirale na ljubljanski univerzi.

## Življenje in delo
Prva leta službovanja je poučevala na gimnazijah v Ljubljani (Gimnazija Poljane) in Mariboru. Od leta 1933 je bila zaposlena na gimnaziji v Celju. Ob začetku druge svetovne vojne, ko so prišli Nemci, je bila odpuščena in aretirana. V času vojne je bila brez službe in je bila zaradi delovanja v raznih feminističnih gibanjih za emancipacijo in enakopravnost žensk dlje časa zaprta ali na prisilnem delu. Po osvoboditvi je najprej delala na Ginekološko – porodniški kliniki kot vodja kemijskega laboratorija in lekarne.
Od julija 1946 je bila docentka za organsko kemijo na Tehniški fakulteti Univerze v Ljubljani. Leta 1952 je bila izvoljena v naziv izredne profesorice, leta 1957 pa v naziv redne profesorice za organsko kemijo in analizo. Leta 1946 je prevzela vodenje katedre za organsko kemijo in v skromnih pogojih dela organizirala študij in eksperimentalno delo na področju organske kemije in analize. Poleg vodenja Inštituta za organsko kemijo, je predavala organsko kemijo, organsko analizo in izbrana poglavja iz organske kemije ter vodila vaje iz naštetih predmetov. Do leta 1950 je o organski kemiji predavala na Filozofski fakulteti in do leta 1955 vodila tudi demonstracijske vaje.
Kot raziskovalka je proučevala polisaharide (v skupini Maksa Samca), pozneje pa sintezo in analizo barvil ter raziskovala izolacijo in analizirala naravne fiziološko učinkovite spojine, posebno še alkaloide iz zdravilnih rastlin. Z Aleksandro Kornhauser sta raziskovali ržene rožičke ter s tem ustvarili izhodišče za farmacevtsko proizvodnjo alkaloidov in rženih rožičkov.
Bila je velika strokovnjakinja za organsko kemijo in analizo, ugledna raziskovalka in znanstvenica. Njena poklicna kariera je bila zelo bogata in prepoznana. V letih 1947 – 1950 je bila pomožna inšpektorica za kemijo pri Ministrstvu za prosveto, sodelovala je v komisiji za učbenike za srednje šole in v komisiji za učne načrte. Bila je članica komisije za strokovne izpite profesorjev srednjih šol. Na Višji pedagoški šoli v Ljubljani je več let predavala organsko kemijo.
S sodelavci je objavila okoli 100 znanstvenih in strokovnih člankov v slovenskih in tujih znanstvenih revijah. Bila je znana kot izredno kvalitetna avtorica študentskih učbenikov in učnih pripomočkov. Sodelovala je tudi pri pisanju kemijskega strokovnega izrazja ter pri prevajanju univerzalne decimalne klasifikacije.
Kot pedagoginja in mentorica je vodila, usmerjala in spodbujala veliko število študentk in študentov ter doktorandov in doktorandk. Za pomembne znanstvene dosežke je bila leta 1965 odlikovana z Redom dela z zlatim vencem, leta 1973 pa s Kidričevo nagrado.
O njenem osebnem življenju ni znanega veliko. Živela je bolj zase, veliko družbe ni imela. Vedelo se je, da je posvojila deklico z motnjo v duševnem razvoju in skrbela zanjo. Bila je zadržana, skromna in resna oseba, ki je bila vztrajna in dosledna in natančna pri svojem delu. Vse svoje življenje je posvetila znanosti in predajanju znanja ter vzgoji strokovnjakov/inj na svojem področju. Pokopana je v Planini, kjer je imela posest in je tam nekaj časa tudi živela.